# Rifugio Ciampedie
Rifugio Ciampedie je horská chata ležící v horské skupině Rosengarten v Dolomitech v italské provincii Trentino v nadmořské výšce 1998 m.

## Dostupnost
Chata se nachází na území obce Vigo di Fassa v jihovýchodní části masivu Rosengarten. V těsné blízkosti chaty se nalézají horní stanice lanovek vedoucích z obcí Vigo di Fassa nebo Pera. 
V bezprostřední blízkosti chaty se nacházejí i další horské chaty Bellavista (2000 m) a Rifugio Negritella (1986 m), rovněž s možností ubytování. 
Chata je nástupním místem pro túry do masivu Rosengarten – k horským chatám Rotwandhütte, Vajolethütte a Grasleitenpasshütte a rovněž jsou odtud dostupné vrcholy dvoutisícovek v této oblasti – Rotwand, Kesselkogel, Vajolet-Türme atd.

## Dějiny
Chata byla postavena v roce 1904 Silviem Rizzim z obce Pera di Fassa jako soukromý horský hostinec. Dům měl v té době 6 pokojů s 12 lůžky a lagerplac s 4 místy.
Na jaře 1913, majitelé nabídli chatu z důvodu nemoci k odkoupení Lipské sekci Deutscher und Österreichischer Alpenverein. Vzhledem ke své velmi krásné a výhodné poloze a přístupnosi od Vajolethütte za 1 ½ hodiny byla chata rychle odkoupena. Kupní cena činila 24.600 korun. 
Po první světové válce byla chata italským státem vyvlastněna a v roce 1923 předána do majetku Trentiner Società degli Alpinisti Tridentini (SAT)